# ویکتور بوت
ویکتور آناتولیوویچ بوت (به روسی: Виктор Анатольевич Бут؛ زادهٔ ۱۳ ژانویهٔ ۱۹۶۷ - دوشنبه، تاجیکستان شوروی، اتحاد شوروی)، یک تاجر اسلحه اهل تاجیکستان (شوروی سابق) است. این شهروند روسی-تاجیکی در سال ۲۰۰۸ در تایلند دستگیر شد و دو سال بعد در سال ۲۰۱۰ به جرم تروریسم برای حضور در دادگاه به آمریکا، تحویل داده شد. او به جرم (قانون تبهکاری) قاچاق اسلحه به نیروهای مسلح انقلابی کلمبیا (FARC) برای استفاده علیه آمریکا متهم شد. او در ۲ نوامبر ۲۰۱۱، در دادگاه فدرال منهتن توسط یک هیئت منصفه به علت قصد توطئه و کشتن شهروندان و مقامات آمریکا، تحویل موشک‌های ضدهوایی (AAM)، و تأمین یک سازمان تروریستی مجرم شناخته شد.
در ۸ دسامبر ۲۰۲۲ در راستای تبادل زندانی، بریتنی گراینر، بسکتبالیست آمریکایی و ویکتور بوت، تاجر تسلیحات بین‌المللی روسی-تاجیکی آزاد شدند.

## زندگی‌نامه
بوت یک مترجم نظامی در شوروی بود که طبق گزارش‌ها ثروت قابل توجهی را از راه شرکت‌های حمل و نقل هوایی متعددش در دو دهه ۱۹۹۰ و ۲۰۰۰ میلادی به‌دست آورده‌است. تشکیلات او بیشتر در آفریقا و خاورمیانه به جابه‌جایی انواع کالا، قاچاق اسلحه و مهمات می‌پرداخت. او همان‌طور که مایل بود برای چارلز تیلور در لیبریا کار کند، همزمان برای سازمان ملل متحد در سودان و عراق نیز کار می‌کرد. بوت در دهه ۱۹۹۰ از راه ناوگان سریع‌السیر هوایی‌اش ممکن است، کالاهای نظامی گسترده‌ای را برای جنگ‌های داخلی در آفریقا حمل و نقل کرده باشد.
بوت می‌گوید که او کمی بیشتر از تأمین تدارکات نظامی انجام داده‌است اما وزیر امور خارجه بریتانیا، پیتر هین، او را یک «تحریم شکن» یا «متخطی از تحریم» (sanctions buster) نامید و او را به عنوان «مجرای اصلی خط تدارکات زمینی و هوایی برای انتقال اسلحه از اروپای شرقی به‌ویژه از بلغارستان، مولداوی و اوکراین به لیبی و آنگولا» تشریح کرد.

## دستگیری

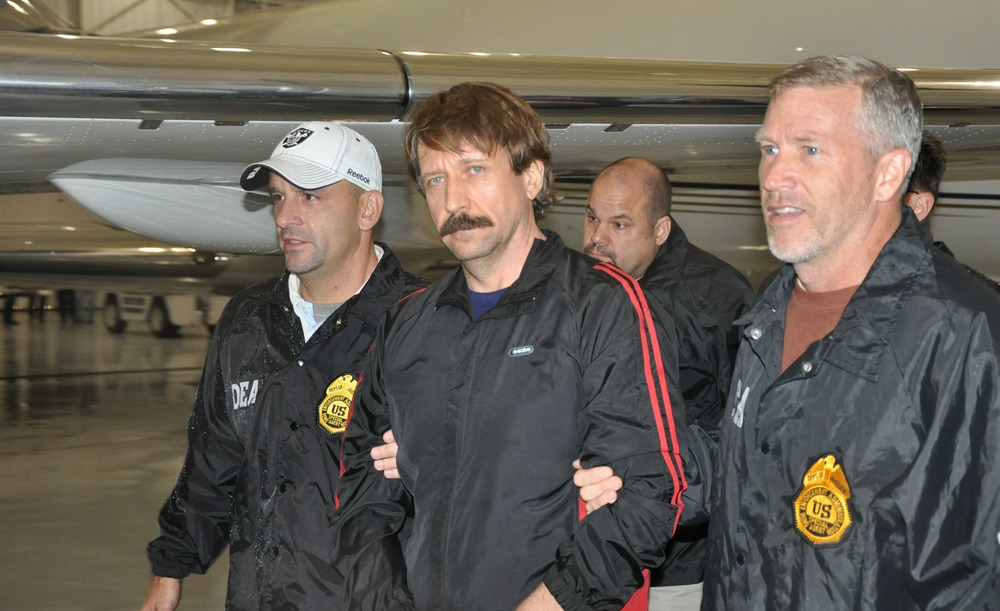
لحظهٔ تحویل ویکتور بوت با هواپیمای اداره مبارزه با مواد مخدر به آمریکا

در سال ۲۰۰۸، پلیس سلطنتی تایلند در همکاری با مقامات آمریکایی بوت را در بانکوک، تایلند دستگیر کرد. سفیر آمریکا، درخواست استرداد او را تحت قانون استرداد بین پادشاهی تایلند و ایالات متحده آمریکا ارائه کرد که این درخواست نهایتاً به‌واسطه فرمان دادگاه عالی تایلند در اوت ۲۰۱۰ تأیید شد. پیش از استرداد او به آمریکا در نوامبر ۲۰۱۰، او اطمینان خود را از این‌که دادرسی در آمریکا نهایتاً به تبرئه او ختم خواهد شد، اظهار کرد اما این اتفاق نیفتاد. از ژانویه ۲۰۱۱ تا ژوئن ۲۰۱۲ بوت در مرکز تأدیبی کلانشهری نیویورک زندانی بود. پس از دادرسی، او در ۵ آوریل ۲۰۱۲ توسط قاضی آمریکایی به ۲۵ سال حبس محکوم شد و در ژوئن ۲۰۱۲ به ندامتگاه آمریکا در ماریون، ایلینوی منتقل شد.

## در رسانه‌ها
در سال ۲۰۰۵، فیلم ارباب جنگ، بر اساس نیت آشکار، حداقل در قسمتی، دربارهٔ گذشته زندگی شخصی بوت و فعالیت‌های بازار سیاه او ساخته شد.